# 新格拉迪什卡
新格拉迪什卡是克羅地亞的城鎮，位於該國東部，毗鄰與波斯尼亞和黑塞哥維那接壤的邊境，由布羅德-波薩維納縣負責管轄，2011年人口14,196。

## 外部連結
- （克羅埃西亞文） Official site
- （克羅埃西亞文） City map
- （克羅埃西亞文） Unofficial site （页面存档备份，存于）
- （克羅埃西亞文） Unofficial site （页面存档备份，存于）